# St Katharine Docks

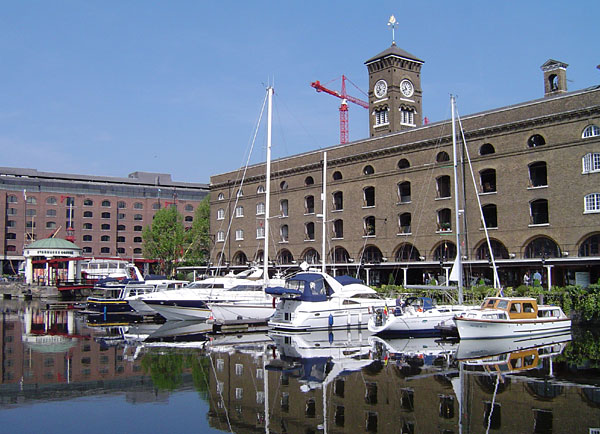
St Katharine Docks

St Katharine Docks var en del av Londons hamn vid Themsens norra sida, öster om Tower of London och Tower Bridge. Området är idag del av Docklands.
Namnet kommer från sjukhuset St Katharine's som byggdes på 1100-talet. 1825 beslöts att området skulle byggas om för att skapa ett system med torrdockor. Det innebar att tusentals invånare förlorade sina hem utan kompensation och att det medeltida sjukhuset revs. St Katharine Docks planerades av Thomas Telford. St. Katharine Docks blev centrum för Londons bomullshandel. Hamnens brist på kapacitet gjorde att den lades ned 1968 när containertrafiken började slå ut Londons hamn.